# Стіна Миру
Стіна Миру — меморіал присвячений миру, створений 30 березня 2000 року та розташований перед Військовою школою, на  Марсовому полі, в VII окрузі Парижа.

## Опис
Пам'ятку було створено скульптором Кларою Хальтер і архітектором Вільмотом Жаном-Мішелем. Вони встановили цей пам'ятник з нагоди миру в місце, яке уособлює символ війни (Марсове поле бере свою назву від Марса, бога війни в римській міфології, а також військова школа знаходиться неподалік). Спочатку він повинен був бути розміщений перед штаб-квартирою ЮНЕСКО.
Стіна миру складається з нержавіючої сталі, покритої  деревом, і склом. Розміри пам'ятки близько 16 метрів в довжину, 13 метрів в ширину та 9 метрів у висоту. На великих скляних фасадах написано слово «мир» на 49 мовах світу.
Так само як і в Стіні плачу у Єрусалимі, якою і надихався скульптор, в Стіні миру відвідувачі можуть залишити свої повідомлення миру в тріщинах призначених для цього, або відправити повідомлення миру з вебсайту. Починаючи з 2003 року, у стінах пам'ятника розміщено інтерактивні термінали, на яких відображаються повідомлення відвідувачів.
Пам'ятка стала місцем зустрічі для активістів в області прав людини.

## Вандалізм
Пам'ятник був неодноразово, зламаний чи забруднений графіті, зокрема, в червні 2005 року, липні 2005, квітні 2008., січні 2009, в серпні 2010 року, лютому 2011, в січні 2014 року, і в березні 2014 року.
З 2015 року, пам'ятник захищено парканом, доступ до нього більшу частину часу заборонений.

## Мови і написи
На Стіну миру нанесено нанесено написи наступними мовами :
| Мова                       | Напис   |
| -------------------------- | ------- |
| Албанська                  | paqja   |
| Німецька                   | Frieden |
| Англійська                 | peace   |
| Арабська                   | سلام    |
| Бірманська                 |         |
| Шрифт Брайля (Французький) | ⠏⠁⠊⠭    |
| Китайська                  | 和平    |
| Данська                    | frud    |
| Іспанська Португальська    | paz     |

| Мова          | Напис     |
| ------------- | --------- |
| Естонська     | rahu      |
| Фінська       | rauha     |
| Французька    | paix      |
| Новогрецька   | ειρήνη    |
| Іврит         | שלומ      |
| Хінді         | शांति        |
| Угорська      | béke      |
| Інктитут      |           |
| Перська       | صلح       |
| Індонезійська | perdamain |

| Мова        | Напис      |
| ----------- | ---------- |
| Італійська  | pace       |
| Кот-д'Івуар | ahoudjo hé |
| Японська    | 平和       |
| Казахська   |            |
| Кхмерська   | សន្តិភាព      |
| Латинська   | miers      |
| Литовська   | taika      |
| Малайська   | aman damai |

| Мова          | Напис      |
| ------------- | ---------- |
| Малагасійська | fandriam   |
| Нідерландська | vrede      |
| Урду          | امن        |
| Узбецька      | tinchlik   |
| Тагальська    | kapayapaan |
| Польська      | pokój      |
| Російська     | мир        |
| Таджицька     | сулҳ       |

| Мова        | Напис    |
| ----------- | -------- |
| Тайська     | สันติภาพ   |
| Татарська   |          |
| Чукотська   |          |
| Тибетська   |          |
| Турецька    | barış    |
| Шведська    | fred     |
| В'єтнамська | hòa bình |
| Волоф       | diam     |